# ノースウッドFC
ノースウッド・フットボールクラブ（Northwood Football Club）は、イングランドのロンドン・ヒリンドン特別区ノースウッド（英語版）を本拠地とするサッカークラブチームである。2017-2018シーズンはサザンフットボールリーグ・ディヴィジョン1・セントラル（8部相当）に所属。

## タイトル

### 国内タイトル
- ヘレニックリーグ・ディヴィジョン1:1回

1978-1979
- スパルタンリーグ・プレミアディヴィジョン:1回

1991-1992
- イスミアンリーグ・ディヴィジョン1・ノース:1回

2002-2003
- ミドルセックス・シニアカップ:1回

2006-2007

### 国際タイトル
- なし

## 有名選手
- ジェイ・デメリット 2004